# Línea 144 (teléfono)
La línea 144 en Argentina es el número asignado para la atención, contención psicológica y asesoramiento  legal en situaciones de violencia de género además de brindar asesoramiento en articulación con organismos del Estado. Funciona las 24 horas y la atienden en forma directa profesionales del área legal, salud mental y trabajo social.  Fue creada en virtud del artículo 9 de la Ley 26.485 de "Protección Integral a las Mujeres", sancionada en el año 2009. La línea comenzó a estar operativa en el año 2013, bajo el ámbito del Ministerio de Desarrollo Social. Atiende las 24 horas de manera gratuita, sin cargo para todas las prestadoras del servicio telefónico argentino, incluyendo teléfonos celulares. Este servicio se suma al 911 que atiende situaciones de riesgo y emergencia.
Desde 2024, la línea funciona bajo la órbita del Ministerio de Justicia.

## Implementación
El servicio está basado en un centro de llamadas implementado por el Ministerio de Desarrollo Social que es operado por abogados, psicólogos y/o trabajadores sociales desde Buenos Aires. En total son 104 operadores que cubren 8 turnos durante los días de semana y 4 los fines de semana abarcando las 24 horas. Los diferentes especialistas brindan su aporte en cada llamada, que la puede hacer la propia víctima o alguien allegado a la misma como un vecino. Además se evalúa el riesgo, si es alto se le ofrece llamar a la policía u hacer que el denunciante lo haga. En 2020, en el contexto de Aislamiento Social Preventivo y Obligatorio en Argentina, el Ministerio de Mujeres, Géneros y Diversidad de la Nación Argentina implementó nuevas líneas de contacto, como WhatsApp (1127716463) y Mail, para que las víctimas de violencia de género puedan contactarse vía mensajes de texto.